# Bertram Christian von Hoinckhusen
Bertram Christian von Hoinckhusen (* 6. Juli 1651 in Ratzeburg; † 14. Dezember 1722 in Güstrow) war ein deutscher Jurist, Richter und Kartograph.

## Leben
Hoinckhusen besuchte 1665 das Katharineum zu Lübeck und ab 1670 die Jesuitenschule zu Hildesheim. Er studierte Rechtswissenschaften und Mathematik ab 1673 an der Universität Rostock, ab 1676 an der Universität Leipzig, wo er am 6. Dezember 1677 disputierte. Die Widmung der Disputation an Herzog Christian Ludwig I. von Mecklenburg brachte ihm von diesem die Zusage einer Anstellung im mecklenburgischen Staatsdienst ein. 1678 besuchte er die Universität Leiden und reiste 1679 von dort nach England. Danach besuchte er die Universität Bourges, um anschließend bei Reichskammergericht in Speyer erste praktische Erfahrungen zu sammeln. 1684 kehrte er nach Mecklenburg zurück und wurde 1685 Rechtsreferendar an der Justizkanzlei in Schwerin. Hier wurde 1691 Assessor und 1707 Vizepräsident des mecklenburgischen Land- und Hofgerichts in Parchim, welches 1708 nach Güstrow verlegt wurde. 1716 wurde Hoinckhusen nobilitiert.
Ergebnis seiner nebenbei betriebenen mathematische Studien über einen Zeitraum von 35 Jahren ist die erste Landkarte von Mecklenburg. Sie besteht aus einer Generalkarte und 22 Spezialkarten (die die einzelnen Ämter Mecklenburgs enthalten). Das Kartenwerk Hoinckhusens befindet sich heute im Landeshauptarchiv Schwerin. Sein statistisch-topographisches Verzeichniß der Herzogthümer war bei seinem Tod weitgehend vollendet, aber nicht vollständig fertiggestellt.
Sein Sohn Johann Heinrich von Hoinckhusen (1694–1746) war ein mecklenburgischer Genealoge und Heraldiker, dessen Arbeiten nach seinem frühen Tod von Conrad Lüder von Pentz fortgesetzt wurden.

## Schriften
- Lessus Et Epitaphium ; quem, quodque In Obitum inopinatum Viri … Dn. Davidis Grundgreiffers[2]/ ICti celeberrimi … Principis Ac Domini, Dn. Christiani Ludovici, Ducis Mecklenburgici, Principis Vandalorum, Suerini ac Raceburgi … Consiliarii intimi, fidelissimiq[ue], Schwerin 1689

### Atlas
- Christa Cordshagen (Hrsg.): Mecklenburg – Atlas des Bertram Christian von Hoinckhusen (um 1700). Schwerin: Landesvermessungsamt Mecklenburg-Vorpommern, Mecklenburgisches Landeshauptarchiv 1995 (Faksimile von 103 Kartenblättern und zwei Kartenzeichnungen von 1721) ISBN 3-86182-134-6.